# Copa da Escócia de 1975–76
A Copa da Escócia de 1975-76 foi a 91º edição do torneio mais antigo do futebol da Escócia. O campeão foi o Rangers F.C., que conquistou seu 21º título na história da competição ao vencer a final contra o Heart of Midlothian F.C, pelo placar de 3 a 1.

## Premiação
| Copa da Escócia de 1975-76        |
| Escócia                           |
| --------------------------------- |
| Rangers F.C. Campeão (21º título) |